# حسینیه غضنفر
حسینیه غضنفر مربوط به اواخر دوره زند - دوره قاجار است و در بندر لنگه، حاشیه شمالی میدان مسجد آقا واقع شده و این اثر در تاریخ ۲۸ خرداد ۱۳۵۴ با شمارهٔ ثبت ۱۰۸۱ به‌عنوان یکی از آثار ملی ایران به ثبت رسیده است.